# Центральний Талергофський комітет
Центральний Талергофський комітет — українська громадська організація в часи Другої польської республіки.
Комітет був створений у Львові в 1923 році. Складався з колишніх в'язнів табору для інтернованих у Талергофi біля Грацa, де під час Першої світової війни австро-угорська влада затримала українців і русинів Галичини і Буковини, обвинувачених в проросійських симпатіях.
Протягом 1924—1932 років були опубліковані чотири томи «Талергофського альманаху», який містив документи і спогади свідків про злочини, вчинені Австро-Угорщиною проти українського та русинського населення. Вони зберігаються в Талергофському Музеї. «Альманах» також намагався записати імена всіх осіб, які підлягались інтернуванню австро-угорською владою в часи війни. 10 листопада 1928 був проведений 1-й Талергофський з'їзд, де, серед іншого, вони замовили спеціальну панахиду.
З тих пір це стало щорічною традицією. У 1933 році Комітет став Центральним Талергофським комітетом. У 1934 році відбувся 2-й Талергофський з'їзд, на якому були присутні вже близько 15 тисяч осіб. На Личаківському цвинтарі Львова вони звели пам'ятник, присвячений жертвам табору в Талергофі. Комітет припинив свою діяльність в 1939 році.